# Jules-Paul de Lionne
Jules-Paul de Lionne, né vers 1647 et mort à Paris le 4 juin 1721, est un ecclésiastique français qui a été abbé commendataire détenteur de multiples bénéfices ecclésiastiques.

## Biographie
Jules-Paul de Lionne est le second fils de Hugues de Lionne, ministre d'État, et de son épouse Paule Payen. Il est le frère ainé d'Artus de Lionne, l'un des premiers vicaires apostoliques envoyés en Chine par les Missions étrangères de Paris.
Il fait ses études à l'université de Paris et devient docteur en Sorbonne en 1670. L'influence de sa famille le pourvoit de nombreux bénéfices ecclésiastiques : il est nommé abbé commendataire de Saint-Melaine dans le diocèse de Rennes en 1659 dont il se démet en 1670. Il reçoit ensuite l'abbaye bénédictine de Cercamp près d'Arras en 1661, l'abbaye de Marmoutier dans le diocèse de Tours en 1665, l'abbaye de Chaalis près de Senlis en 1668, ainsi que le prieuré de Saint-Martin-des-Champs où il est attesté dès 1665.
En 1671, l'abbé de Lionne reprend la charge d'aumônier du roi précédemment exercée par Jean de Forcoal. Il s'en défait le 23 février 1681 au profit de Louis Milon. Le 21 octobre 1675, Jules-Paul de Lyonne, abbé commendataire des abbayes Royales de Marmoutier, Chailly et Notre Dame de Cercamps, et prieur aussi commendataire du prieuré de Saint-Martin des Champs à Paris, demeurant en l'hôtel prieural dudit Saint-Martin des Champs, fait donation à Jean de Chasteau, l'un de ses anciens domestiques, de la jouissance viagère de l'avant cour dudit hôtel prieural et de diverses constructions qui y ont été récemment faites.
Ses revenus annuels atteignent en 1710 la somme de 115 000 livres ; il devient le protecteur de l'écrivain Alain-René Lesage à qui on estime qu'il a donné le goût pour l'Espagne et sa littérature. Ce prélat mondain est jugé sévèrement par le mémorialiste Saint-Simon qui déclare : « Ses mœurs, son jeu, sa conduite l'avaient éloigné de l'épiscopat et de la compagnie des honnêtes gens ». Il meurt âgé d’environ 74 ans au prieuré Saint-Martin-des-Champs, ce qui permet au mémorialiste toujours peu amène de lui décerner l'épitaphe suivante : « Il mourut aussi obscurément qu'il avait vécu. Il avait été débauché et accusé de vendre ses collations ».